# Walter Breker
Walter Breker (* 12. April 1904 in Bielefeld; † 16. September 1980 in Olsberg) war ein deutscher Maler und Gebrauchsgrafiker. Er war Hochschullehrer für Angewandte Grafik und Schrift an der Kunstakademie Düsseldorf.

## Leben
Nach einer Ausbildung zum Lithografen von 1918 bis 1922 studierte Breker in den Jahren 1922 bis 1925 an der Kunstgewerbeschule Bielefeld. In den nächsten Jahren war er als Grafiker für verschiedene Druckereien tätig, so etwa für die Firmen Förster & Borries in Zwickau sowie Hartung & Co. in Hamburg. Von 1928 bis 1932 war er künstlerischer Leiter der Buchdruckerei Albert Wohlfeld in Magdeburg und anschließend Übungsleiter bei Wilhelm Deffke an der Magdeburger Kunstgewerbeschule. Von 1934 bis 1954 war er tätig als Leiter der Abteilung für Grafik und Buchkunst an der Krefelder Werkkunstschule. Schüler und späterer Assistent in Krefeld war Wolfgang Slansky. 1954 begann ein neuer Abschnitt: Walter Breker wurde Professor an der Kunstakademie Düsseldorf und Leiter der Klasse für Gebrauchsgrafik. Dieses Amt übte er aus bis 1969. Unter seiner Ägide wurde in den Jahren 1951 bis 1961 unter Mitwirkung seiner damaligen Studentin Hilla Wobeser die Fotoabteilung ausgebaut.
Parallel zu seiner Dozententätigkeit war Breker immer freischaffend aktiv. So schuf er Plakate, Werbung, Kataloge und Buchgestaltungen für die Weltausstellung in Brüssel (1958), für die Kunsthalle Düsseldorf, für die Düsseldorfer Hochschul- und Musikwochen. Aber auch Logos für verschiedene Firmen wie die Frankfurter Messe, die Frankfurter Allgemeine Zeitung oder Erdal-Schuhcreme entstanden aus seiner Hand. Daneben war er Künstlerischer Leiter des Modemagazins Pfau-Moden. Brekers Hauptbetätigungsfeld lag dabei aber immer in der Typografie.
Ab 1951 war Breker Vorsitzender der Ortsgruppe Düsseldorf-Niederrhein des Bundes Deutscher Grafiker (BDG), 1956 wurde er in die Alliance Graphique Internationale (AGI), einer 1952 in Paris gegründeten Grafiker-Vereinigung, aufgenommen.
Walter Breker lebte in Meerbusch-Strümp und starb 1980 im 77. Lebensjahr in Olsberg. Im Offenbacher Klingspor-Museum befindet sich ein großer Teil seines Nachlasses.

## Werke (Auswahl)

### Plakate
- Aquarium Düsseldorf im Bunker am Zoo (1948)
- 2 Milliarden Jahre Erdgeschehen, Löbbecke Museum Düsseldorf (1955)
- Kieler Woche (1960)
- Theater Poster für: Gerhart Hauptmann, Vor Sonnenuntergang, Schauspielhaus Düsseldorf (1962)
- Burg Waldeck-Festivals „Chanson Folklore International“ (1964–69)
- Geist und Materie – Hochschulwoche, Düsseldorf (1964)
- Hochschulreform – Hochschulwoche, Düsseldorf (1965)
- Angewandte Grafik, Kunsthalle Bremen (1967)
- Internationale Funkausstellung Berlin (1971)

Wappen der Stadt Willich

### Grafische Gestaltung
- Das lustige Vogel-ABC. (26 Original-Siebdrucke)
- Die Sonne kann stundenlang auf eine Distel scheinen, es wird doch keine keine Rose daraus. Volksmund. (Original-Farbsiebdruck)
- Vogelwolke (Original-Lithografie)
- Weltausstellung Brüssel – Expo 58, Bildband Deutschland
- Wappen der Stadt Willich (1971)
- Gutehoffnungshütte in zwei Jahrhunderten, Oberhausen (1958)
- Bauen mit Aluminium, Deutsche Aluminiumzentrale, Düsseldorf (1971)
- Pfau-Moden (Peacock-Fashions)

## Ausstellungen
- 1938: Schriftmuseum, Berlin
- 1960: Klingspor Museum, Offenbach a. M.
- 1963: Städtische Kunsthalle, Düsseldorf
- 1967: Kunsthalle, Bremerhaven
- 1972: Klingspor Museum, Offenbach a. M.
- 1973: Städtische Kunsthalle, Düsseldorf
- 1980: Museum Folkwang, Essen

## Sammlungen
- Klingspor Museum, Offenbach a. M.
- Plakat Museum Essen, heute Museum Folkwang in Essen
- Kunstmuseen Krefeld